# Lionel Kombo Debayonne
Debayonne de son vrai nom Lionel Kombo Debayonne, né en 1985 à Brazzaville, République du Congo, est un artiste, musicien, interprète et promoteur culturel congolais.
Il occupe le poste de directeur du festival Pointe-Noire en scène, un événement qui met en avant la richesse culturelle et artistique de la région.

## Biographie

### Débuts et inspirations
Lionel Debayonne, né dans un environnement modeste, découvre sa passion pour la guitare à 16 ans. Il s'engage pleinement dans la pratique de son instrument, ce qui lui permet de gagner une reconnaissance croissante sur la scène musicale congolaise et internationale, notamment au Kenya, au Cameroun et au Sénégal,.
À 18 ans, il organise son premier concert à Brazzaville, financé par l'argent que sa mère lui avait remis pour son passeport. Cet événement, bien que source d'inquiétude pour sa mère, marque le lancement de sa carrière musicale. Il rencontre alors des artistes renommés comme Jacques Loubello et Sheryl Gambo, ainsi que des figures nationales telles que Casimir Zoba, dit Zao, internationales telles que Manu Dibango et H2O Assouka du Bénin.
Debayonne se distingue en tant que créateur du style musical Bassa Pop, un mélange unique de rythmes afro-latinos et africains enrichi d'influences pop. Ce style témoigne de son engagement à fusionner des sonorités africaines traditionnelles avec des genres modernes. Il s'impose comme l'un des plus grands bassistes du Congo-Brazzaville et reçoit une reconnaissance au-delà des frontières.
En 2006, il se produit également lors d'un concert au Centre Culturel Français avec son oncle, Rido debayonne,.
Du 25 au 29 juin 2019 à Abidjan, en Côte d'Ivoire, Lionel Kombo de Bayonne représente la république du Congo avec les artistes nationaux tels que, Spirita Nanda, Even’s Mab et Mariusca Moukengue. Cette participation souligne l'engagement des artistes à promouvoir la culture nationale sur la scène internationale.

### Transition vers l'évènementiel
Depuis 2009, Debayonne se tourne vers la gestion artistique et l'organisation d'événements. Il fonde De Bayonne World, une entreprise destinée à la production d'événements culturels majeurs au Congo. Il collabore avec des artistes comme Roga-Roga pour Eni Congo et avec Shola Adisa Farrar et Shamarr Allen pour la Mission américaine au Congo.

### Engagement culturel et entrepreneurial
En parallèle de sa carrière musicale, Debayonne est consultant et entrepreneur dans le domaine de la culture, Il est directeur du festival Pointe-Noire en Scène,, qui s'étend au-delà des frontières congolaises et accueille régulièrement des artistes de renom tels que Fredy Massamba, Patrizia Di Malta et Nataal du Sénégal ,.

## Discographie

### Albums
- 2024 : NDOKWANU[1]

### Singles
- 2024 : Têtes collées (feat Aldo Guizmo)
- 2021 : Loca Dance
- 2021 : Lendeamin meilleur (feat Fatoumata Tounkara)
- 2020 :  Yimbidil'eh